# Liste der Baudenkmäler in Müllingsen
Die Liste der Baudenkmäler in Müllingsen enthält die denkmalgeschützten Bauwerke auf dem Gebiet von Soest-Müllingsen in Nordrhein-Westfalen (Stand: 1. November 2019). Diese Baudenkmäler sind in der Denkmalliste der Stadt Soest eingetragen; Grundlage für die Aufnahme ist das Denkmalschutzgesetz Nordrhein-Westfalen (DSchG NRW).

| Bild     | Bezeichnung     | Lage                                | Beschreibung | Bauzeit       | Eingetragen seit | Denkmal- nummer |
| -------- | --------------- | ----------------------------------- | ------------ | ------------- | ---------------- | --------------- |
| Wohnhaus | Wohnhaus        | Müllingsen Alter Glockenweg 5 Karte |              | 1809          | 16.05.1986       | 224             |
| BW       | Querdeelenhaus  | Müllingsen Landwehr 11 Karte        |              | Mitte 19. Jh. | 07.04.1995       | 614             |
| BW       | Speichergebäude | Müllingsen Landwehr 13a Karte       |              | 19. Jh.       | 07.04.1995       | 615             |
| BW       | Wohnhaus        | Müllingsen Bördenstraße 21 Karte    |              | 1882          | 21.07.2002       | 633             |
| BW       |                 | Müllingsen Am Friedhof Karte        |              |               | 23.04.2012       | 666             |
| Ehrenmal | Ehrenmal        | Müllingsen Bördenstraße Karte       |              |               | 23.04.2012       | 667             |

Die Angaben zu Bauzeit und Eintragung in dieser Liste entstammen, wenn nicht anders angegeben, der für diesen Eintrag angeforderten Version der Denkmalliste vom November 2019.